# Montreuil-Bonnin
Montreuil-Bonnin is een plaats en voormalige gemeente in het Franse departement Vienne (regio Nouvelle-Aquitaine) en telt 650 inwoners (1999). De plaats maakt deel uit van de gemeente Boivre-la-Vallée in het arrondissement Poitiers. 

## Geschiedenis
De gemeente werd aan het einde van de achttiende eeuw opgericht. In 1819 werd ze uitgebreid met de toen opgeheven gemeente La Chapelle-Montreuil, maar in 1869 werd La Chapelle-Montreuil opnieuw een zelfstandige gemeente. Montreuil-Bonnin is op 1 januari 2019 gefuseerd met de gemeenten Benassay, La Chapelle-Montreuil en Lavausseau tot de gemeente Boivre-la-Vallée. 

## Geografie
De oppervlakte van Montreuil-Bonnin bedraagt 25,8 km², de bevolkingsdichtheid is 25,2 inwoners per km².
De onderstaande kaart toont de ligging van Montreuil-Bonnin met de belangrijkste infrastructuur en aangrenzende gemeenten.

## Demografie
Onderstaande figuur toont het verloop van het inwonertal (bron: INSEE-tellingen).